# Squatina albipunctata
Squatina albipunctata is een vis uit de familie van zee-engelen (Squatinidae) en behoort tot de superorde van de haaien. Deze haai kan een lengte bereiken van 90 (man) tot 107 cm (vrouw), maar er zijn ook vangsten gemeld van 130 cm (en 20 kilo).

## Leefomgeving
De soort is een zoutwatervis. De haai komt voor aan de oostelijke rand van het continentaal plat van Australië in een (sub)tropisch klimaat tussen Queensland en Victoria. Deze haai is, zoals alle zee-engelen, een bodembewoner die leeft op een diepte van 40 tot 400 m.

## Relatie tot de mens
De soort wordt bedreigd door de langelijnvisserij en sleepnetvisserij aan de kust van zuidoost Australië. Zo bleek uit sommige visserijstatistieken een achteruitgang van 96% tussen 1976 en 1996 (circa 15% per jaar). Deze haaiensoort staat als kwetsbare diersoort op de Rode Lijst van de IUCN.

## Voetnoten
1. 1 2  (en) Squatina albipunctata op de IUCN Red List of Threatened Species.
2. ↑  Pogonoski, J. & Pollard, D. 2003. Squatina albipunctata. In: IUCN 2009. IUCN Red List of Threatened Species. Version 2009.2. <www.iucnredlist.org>. Downloaded on 28 February 2010.